# HD244531
HD244531 є хімічно пекулярною зорею спектрального класу
B9 й має видиму зоряну величину в смузі V приблизно 11,4.

## Пекулярний хімічний вміст
Зоряна атмосфера HD244531 має підвищений вміст 
Si
.